# ترناب
ترناب یا طرناب  یکی از روستاهای استان آذربایجان شرقی است که در دهستان کندوان بخش کندوان شهرستان میانه واقع شده‌است.
نام این روستا به شکل "طرناب" اشتباه است؛ چرا که معنای خاصی را تولید نمی کند و از لحاظ زبانشناسی نیز استفاده از حرف "ط" در این کلمه درست نیست. نام ترناب، از دو بخش "تَر" و "ناب" به دست آمده است. واژه "تَر"نشان دهنده پرآب بودن این منطقه در گذشته است و این موضوع، با توجه به موقعیت جغرافیایی این روستا که میان دو رود "گرمی چای" و "دربند چای" قرار گرفته، قابل تفسیر است. همچنین واژه "ناب" هم به معنای خالص، پاک و صاف است.
از این رو، استفاده از کلمه «ترناب» به جای "طرناب"، صحیح است. درگذشته به جهت ناآگاهی از این موضوع، در شناسنامه بسیاری از اهالی این روستا، از شکل اشتباه این کلمه (طرناب) به عنوان پسوند فامیلی اهالی آن استفاده شده است.